# Naranjillo, Naolinco
Naranjillo är en ort i Mexiko.   Den ligger i kommunen Naolinco och delstaten Veracruz, i den sydöstra delen av landet, 240 km öster om huvudstaden Mexico City. Naranjillo ligger 1 123 meter över havet och antalet invånare är 395.
Terrängen runt Naranjillo är lite bergig. Runt Naranjillo är det mycket tätbefolkat, med 3 369 invånare per kvadratkilometer. Närmaste större samhälle är Xalapa, 12,3 km söder om Naranjillo. I omgivningarna runt Naranjillo växer huvudsakligen savannskog.